# Xenorhina arboricola
Xenorhina arboricola är en groddjursart som beskrevs av Allison och Kraus 2000. Xenorhina arboricola ingår i släktet Xenorhina och familjen Microhylidae. IUCN kategoriserar arten globalt som otillräckligt studerad. Inga underarter finns listade i Catalogue of Life.